# Фомин, Иван Александрович
Ива́н Алекса́ндрович Фоми́н (22 января [3 февраля] 1872, Орёл — 12 июня 1936[…], Москва) — русский и советский архитектор, мастер петербургских модерна и неоклассицизма, один из идеологов сталинской архитектуры, педагог и историк архитектуры; отец архитектора Игоря Фомина и художницы Ираиды Фоминой. Академик Императорской Академии художеств (с 1915).

## Начало карьеры. Модерн
Иван Фомин родился 21 января (3 февраля) 1872 года в Орле в семье почтового чиновника.
В 1890 году окончил Рижскую Александровскую гимназию и поступил в Московский университет на математический факультет, который через два года оставил и в 1894 году поступил в Высшее художественное училище при Императорской Академии художеств в мастерскую профессора Л. Н. Бенуа. В 1897 году был исключён из училища за участие в студенческих беспорядках. Продолжил обучение в Московском училище живописи, ваяния и зодчества, затем в Париже, и через год в Москве сдал экзамен на право производства строительных работ и стал помощником архитектора.
До 1905 года работал в Москве в фирмах Л. Н. Кекушева и Ф. О. Шехтеля, в том числе на шехтелевских проектах особняка Рябушинского и реконструкции Художественного театра. В 1900 году по заказу Московского торгово-строительного акционерного общества построил своё первое здание в Скатертном переулке; позднее участвовал в других постройках Общества.
В 1902 году Фомин совместно с И. Е. Бондаренко и Ф. О. Шехтелем организовал в Москве выставку «Архитектура и художественная промышленность нового стиля». Однако попытки создания «нового» сообщества архитекторов в те годы не увенчались успехом. Декоративизм «модерна» сковывал идеи Фомина, который был приверженцем конструктивной логики и композиций, построенных на противоборстве сильных архитектурных масс.
Он попытался объединить идеи «модерна» с традициями древнерусской архитектуры в проекте ограды и келий Ферапонтова монастыря, проектах домов для художника Коровина и Московского общества художников, после чего обратился к классицизму.

## Неоклассицизм
В 1903 году в эскизах Фомина наметился отход от модерна к неоклассицизму. В 1904 году он выступил в журнале «Мир искусства» с программным заявлением в защиту александровского ампира («Архитектура московского классицизма»: «Мир искусства», 1904, № 7; серия открыток, изданных Обществом св. Евгении). Это объединило его с художниками «Мира искусства» во главе с А. Н. Бенуа. В классицизме Фомин усматривал проявление «вечных» форм и законов архитектуры, неоднократно становившихся основой новых архитектурных стилей в разные периоды истории и на разных широтах.
В 1905 году Фомин вернулся в Санкт-Петербург, чтобы закончить академический курс в Высшем училище. В 1909 году предоставил на конкурс Академии художеств композицию на тему «Курзал на Минеральных Водах» (мастерская Л. Н. Бенуа) и получил звание художника-архитектора по мастерским Л. Н. Бенуа (архитектура) и В. В. Матэ (офорт). Ему была присуждена пенсионерская поездка за границу, во время которой он выполнил крупную серию офортов и целенаправленно изучал ордерную архитектуру в Италии, Греции и Египте.
В 1908 году стал участвовать в составе коллектива учёных в подготовке издания труда по истории русского искусства, возглавляемого И. Э. Грабарём. Он выявил, датировал, атрибутировал большое количество материалов из истории русской архитектуры, дал анализ и оценки, впервые опубликованные в томе 3 «Истории русского искусства» (1909) и прочно вошедшие затем в историю искусств. В 1911 году Фомин организовал «Историческую выставку архитектуры».
В 1911—1913 годах по проектам Фомина построены в Петербурге дом Половцева на Каменном острове и дом князя С. С. Абамелик-Лазарева (набережная реки Мойки, 23). В эти же годы он проектирует дом Оболенского на озере Сайма и дом А. Г. Гагарина в имении Холомки в Псковской губернии.
В 1912 году по проектам И. А. Фомина были построены памятники русским воинам, павшим в 1812 году — обелиски в Витебске и Борисове и колонна в Волковыске.
Крупнейший проект Фомина — реконструкция острова Голодай — был прерван началом Первой мировой войны. В 1911 году английская девелоперская компания выкупила восточную часть острова Голодай под строительство жилого района для среднего класса и пригласила для проектирования Ивана Фомина и Фёдора Лидваля. Фомин предложил реализовать большую ансамблевую композицию в палладианском стиле, получившую название «Новый Петербург». До начала военных действий 1914 года по проекту Фомина были завершены два полукруглых корпуса (№ 2 и 10 по нынешнему переулку Каховского), в работе принимал участие его ученик — архитектор Э. Шталберг.
В стиле неоклассицизма Фомин выполнил также проекты ансамбля общественных зданий на Тучковом буяне (совместно с О. Р. Мунцем, М. Х. Дубинским, С. С. Серафимовым), дома А. А. Половцева (1911—1913) и дома С. С. Абамелек-Лазарева (1912—1914), курортных комплексов для Кавказа и Крыма, Николаевского вокзала, ряда банков, музеев, которые остались не осуществленными.
26 октября 1915 году Академическое собрание «за известность на художественном поприще» избрало И. А. Фомина академиком архитектуры.
Преподаватель Высших Женских Политехнических курсов (в 1915 году преобразованных в Женский Политехнический институт, в 1918 году — во Второй Петроградский Политехнический институт).

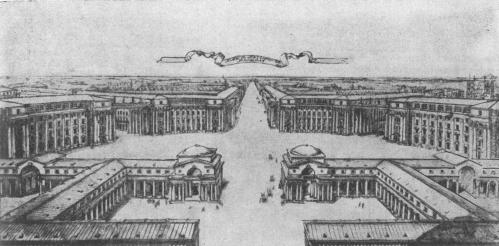
«Новый Петербург», перспектива, 1912
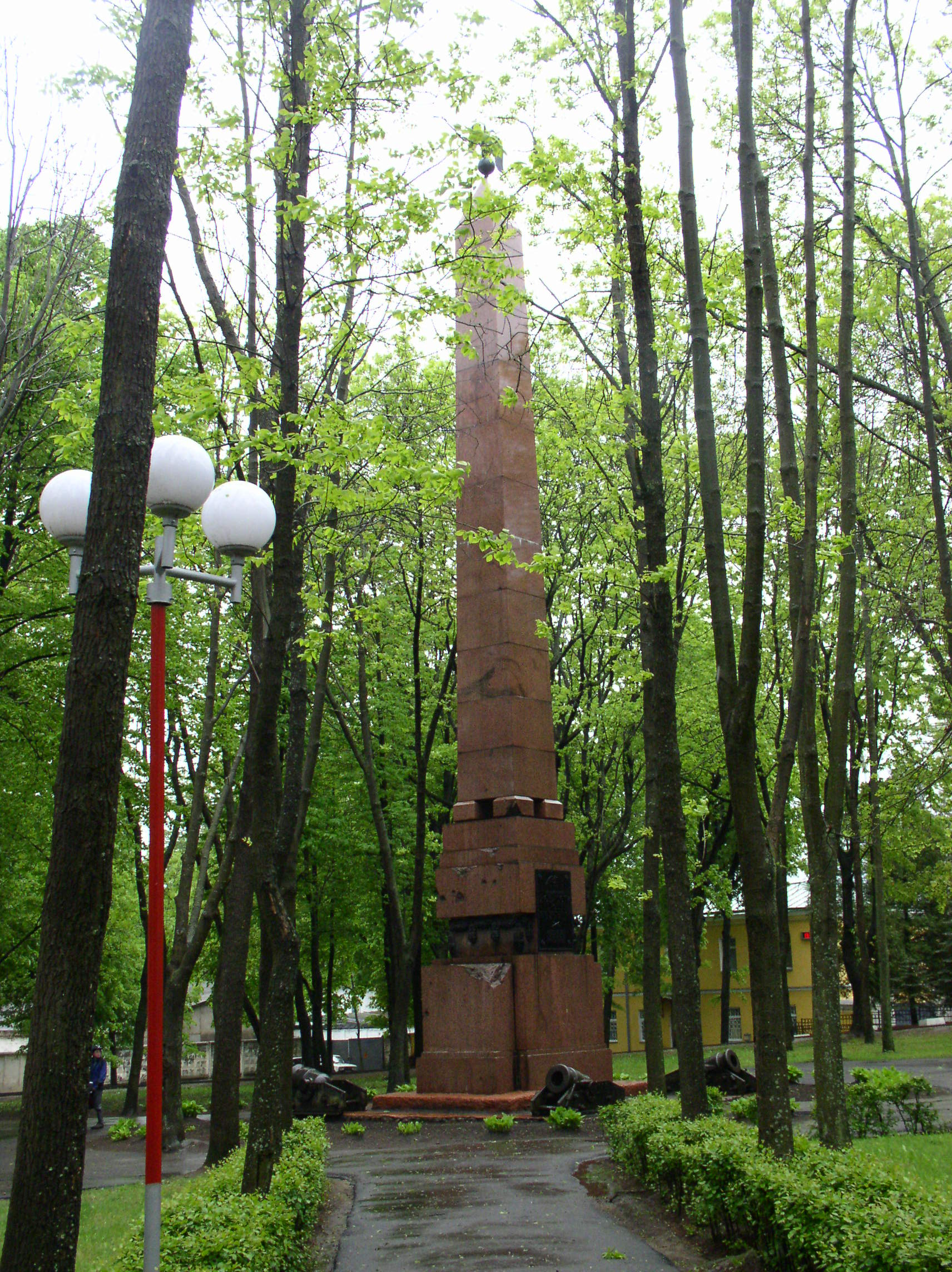
Обелиск в Витебске перед Дворцом губернатора, 1912
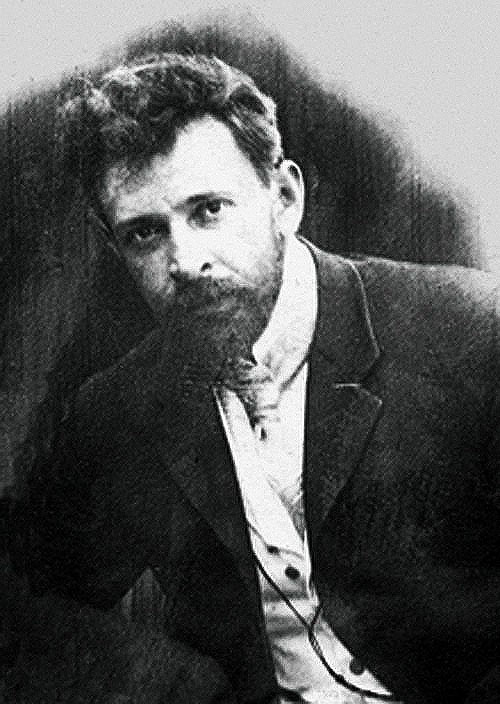
Иван Фомин, 1915

## Советский период

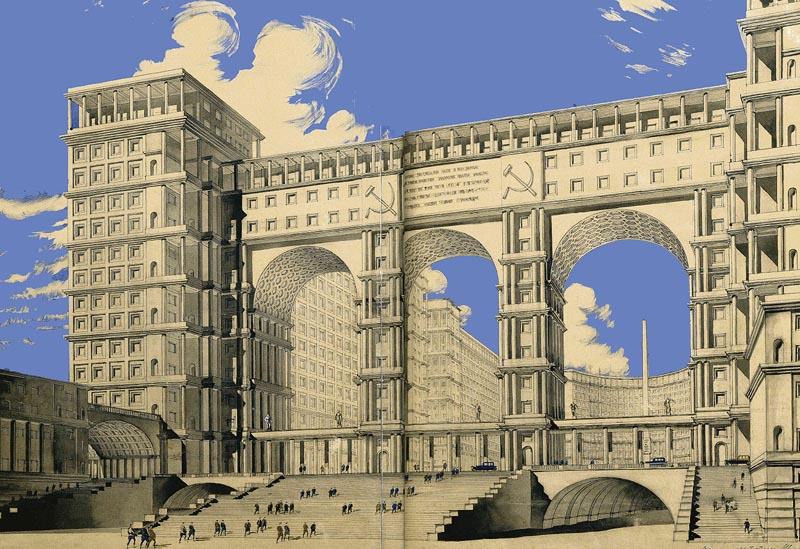
Проект здания Наркомтяжпрома в Москве (вид со стороны площади Свердлова)

С февраля 1918 г. по сентябрь 1929 г. преподавал на архитектурном факультете Петроградских Государственных Свободных художественно-учебных мастерских — Ленинградском Высшем художественно-техническом институте (бывшей Академии художеств).
Среди учеников И. А. Фомина в разные годы были: П. В. Абросимов, А. И. Гегелло, Е. А. Левинсон, О. Л. Лялин, М. А. Минкус, В. О. Мунц, Л. М. Поляков, И. Е. Рожин, Л. В. Руднев, Н. А. Троцкий, М. А. Шепилевский и Э. Е. Шталберг.
Первыми работами Фомина советского периода были проект Дворца рабочих Московско-Нарвского района (1919) и конкурсный проект крематория в Петрограде.
В 1919 году И. А. Фомина назначили главой архитектурно-планировочной мастерской при Совете коммунального хозяйства Петрограда.
Под руководством Фомина летом 1920 года была проведена работа по декоративному оформлению Каменного острова и создан проект планировки и озеленения Марсова поля. В этот же период Фомин принял активное участие в проектной работе по планировке Петрограда: были подготовлены проекты восстановления исторического вида Кленовой аллеи (1919, В. Г. Гельфрейх), урегулирования планировки центра города (1920—1921, Архитектурная мастерская Совкомхоза), перепланировки Аптекарского острова (1920—1921, И. А. Фомин), переустройства Большого проспекта Васильевского острова (1922, И. А. Фомин).
В первое советское десятилетие Фоминым выполнены конкурсные проекты здания общества «Аркос» в Москве (1924), Дома Советов в Брянске (1924), Промбанка в Свердловске (1925). По его проектам были построены здания Политехнического института имени Фрунзе (главное здание, рабфак, химический и библиотечный корпуса; 1929) и научная библиотека в Иваново-Вознесенске, санаторий «Ударник» в Железноводске (1928) и Дом Совета Народных Комиссаров УССР в Киеве (1937).
Начиная с середины 1920-х годов, Фомин разрабатывает архитектурную концепцию «пролетарской классики», использующую предельно упрощённые, лаконично строгие формы, соответствующие логике построения железобетонных конструкций. Но хотя железобетон был для Фомина средством, создающим новые конструктивные возможности, он всё же считал, что «на крепкий костяк из железобетона следует надеть мясо из кирпича и камня; эта декорация есть наш архитектурный язык». Преобразуя ордерный декор в современные формы «красной дорики», Фомин приходит к выводу, что требованиям композиции современных высоких зданий отвечает спаренная колонна без баз и капителей, отсутствие традиционного антаблемента, отсутствие стенных плоскостей (так как оконный проём начинается непосредственно от колонны).
Отрицая модные веяния кубизма, конструктивизма и супрематизма, Фомин был очень внимателен к новым функциональным возможностям («только тот мастер прав, который ищет новых путей»). При этом он твёрдо стоял на позициях классики, которая должна была развиваться в творчестве архитекторов («внося малое свое усовершенствование […] вы сделаете больше, чем если выдумаете что-то совсем новое, никогда не виданное»).
В 1929 году И. А. Фомин переехал из Ленинграда в Москву. Здесь по его проектам были построены универмаг и жилой дом общества «Динамо», выходящий своими фасадами на улицу Дзержинского, Фуркасовский переулок и Малую Лубянку (1928, соавтор А. Я. Лангман), новый корпус здания Моссовета, выходящий на улицу Станкевича (1928, соавтор Г. К. Олтаржевский), здание НКПС у Красных ворот (1930) и станция метрополитена «Красные Ворота» (1935). Во всех этих зданиях наблюдается заметное влияние конструктивизма.
После того, как на июньском пленуме ЦК ВКП(б) 1931 года были приняты решения по «перестройке советской архитектуры», архитектурная жизнь в Советском Союзе принципиально изменилась, будучи поставленной под тотальный контроль высшего партийного руководства и лично И. В. Сталина. Начало 1930-х годов — это эпоха «бумажных проектов», в ходе которых происходило прояснение требований руководства к архитектуре.
В этот период в проектах Фомина появляется богатый внешний декор: он активно вводит в композицию портики, ротонды и аркады, скульптуры и рельефы. Характерными примерами этого стиля стали проекты дворца-музея транспортной техники, Курского вокзала, театра Красной армии. По проекту Фомина построено здание Совнаркома УССР в Киеве (1935, соавтор Абросимов П. В.). Стволы трёхчетвертных колонн большого ордера, охватывающие семь этажей этого здания, обработаны рустом с рельефной фактурой «под шубу» и снабжены базами и капителями. Стилистика этого здания предвещает послевоенный «сталинский ампир», однако Фомин последовательно выступал как против ретроспективной подражательности (дом Жолтовского), так и против украшательства.
В 1933 году Фомин получает предложение руководить архитектурно-проектной мастерской Моссовета № 3. Поздние работы Фомина, выполненные совместно с учениками, — это конкурсные проекты театра в Ашхабаде (1934), здания Наркомтяжпрома на Красной площади (1934), городка Академии наук СССР в Москве (1934, соавторы), санатория Комиссии содействия учёным в Сочи (1935, соавтор Л. М. Поляков).
Лаконичный стиль Фомина нашёл своё органичное применение в классической декорации массивных пилонов и сводов станций метрополитена глубокого заложения «Красные Ворота» (1934) и «Площадь Свердлова» (1936, работа завершена Л. М. Поляковым).
Иван Фомин умер 12 июня 1936 года в Москве; похоронен на Новодевичьем кладбище (уч. 1), на могиле — надгробие работы Георгия Мотовилова и Михаила Минкуса.

## Кредо
«Если ты хочешь оставить после себя след в искусстве, если ты действительно хочешь внести нечто ценное в искусство своей страны, то, прежде всего, научись глубоко понимать и ценить подлинное искусство и отличать его от халтуры, пошлости и отсебятины. Только этот честный путь приличен и может быть одним из камней той пирамиды, которую мы строим коллективно на фронте советского искусства». И. А. Фомин. «Совет молодым» (1936).

## Проекты и постройки

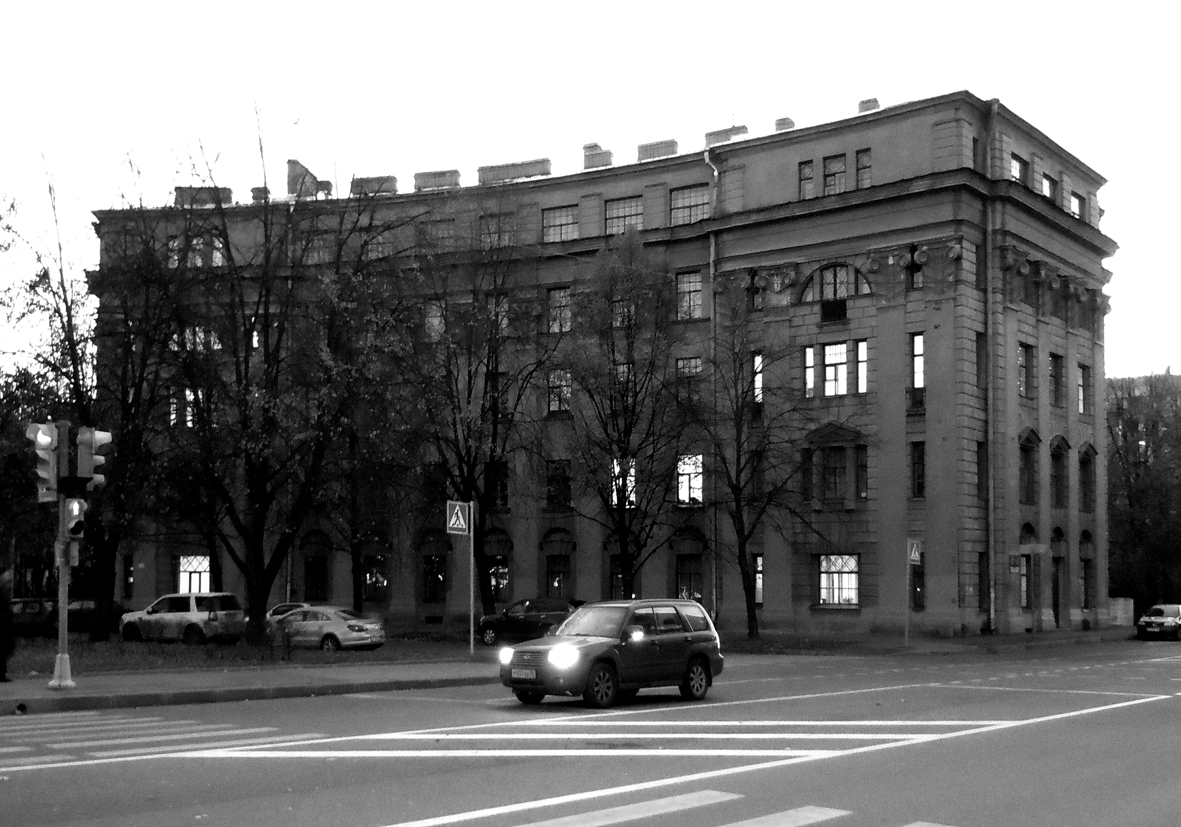
Дом акционерного общества «Новый Петербург», Санкт-Петербург, пер. Каховского, дом 2

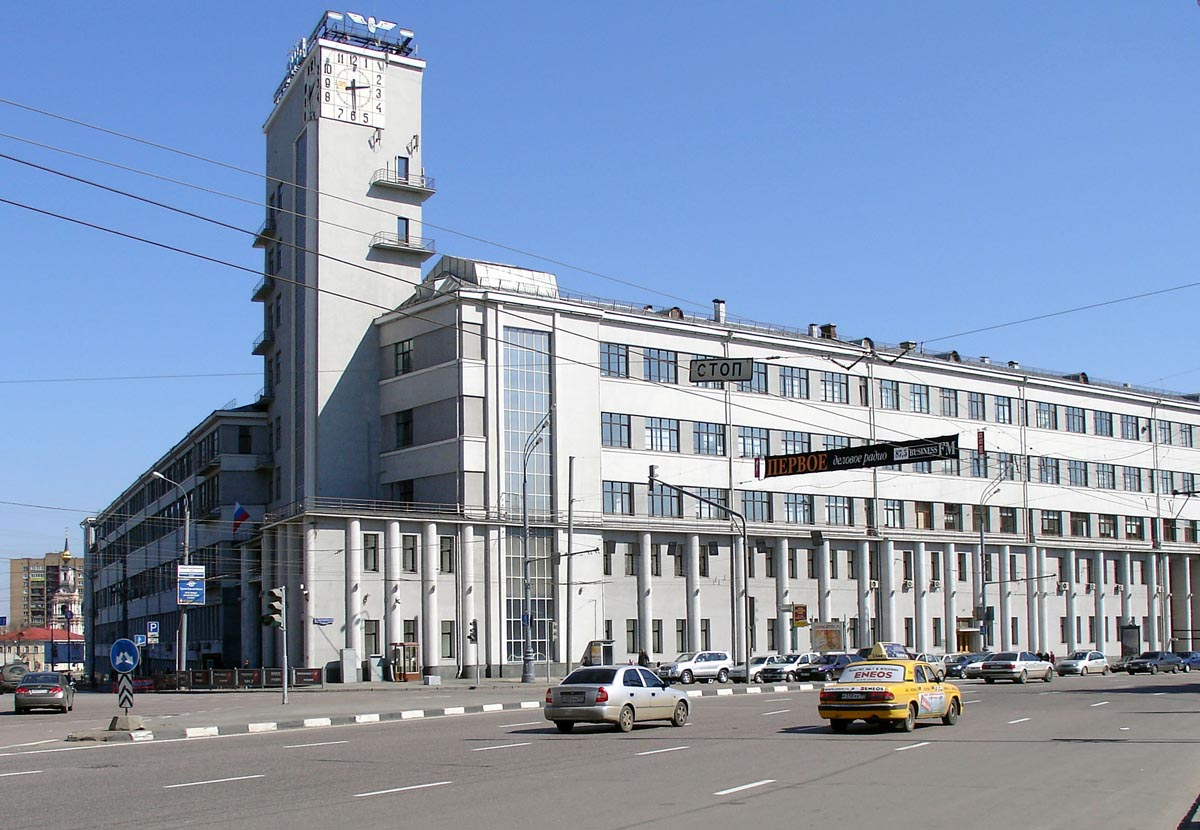
Здание НКПС в Москве

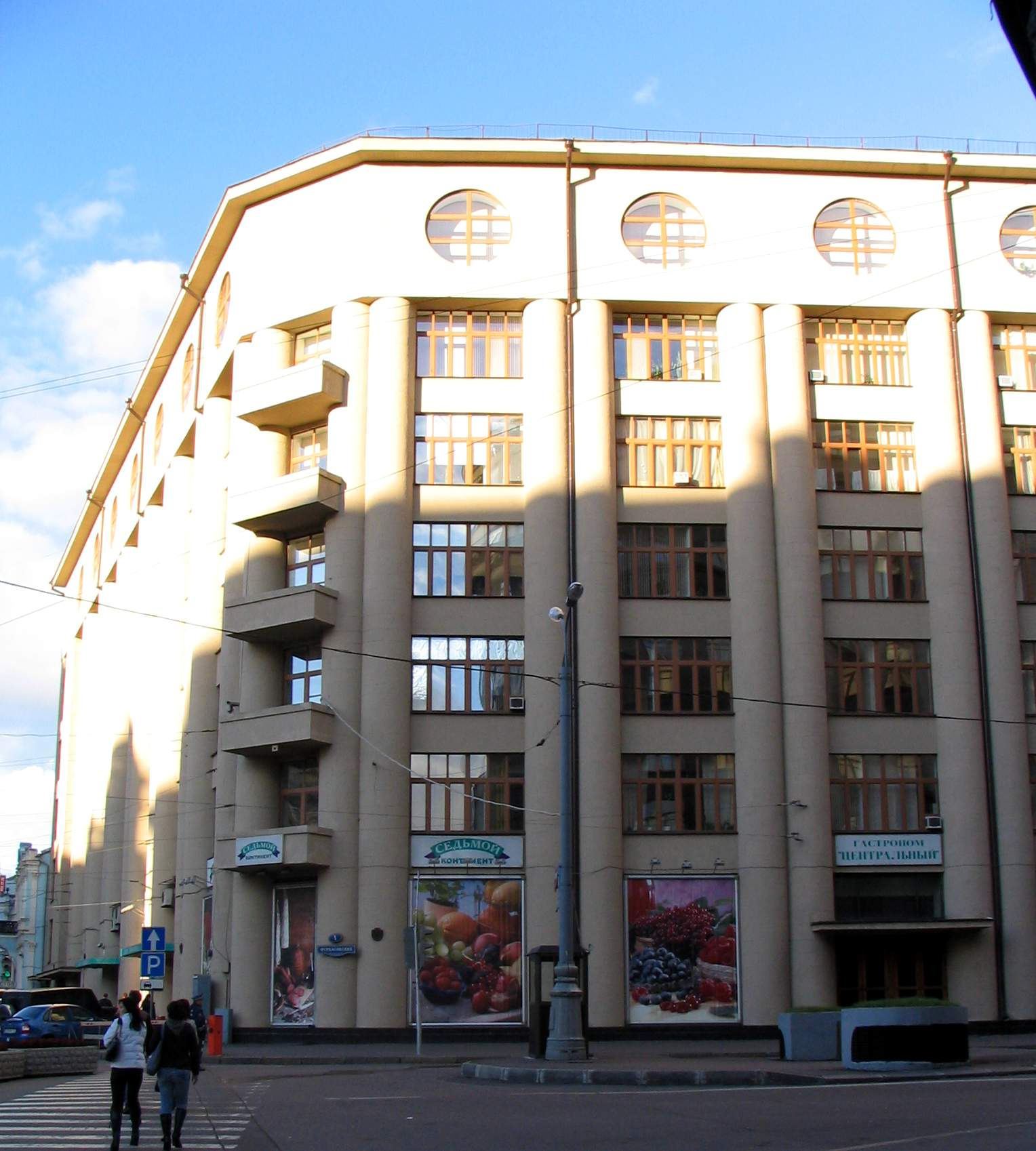
Дом общества «Динамо» в Москве

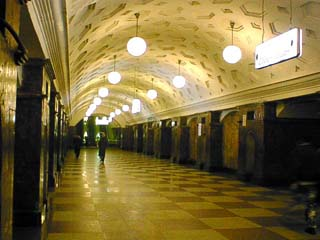
Метро «Красные Ворота»

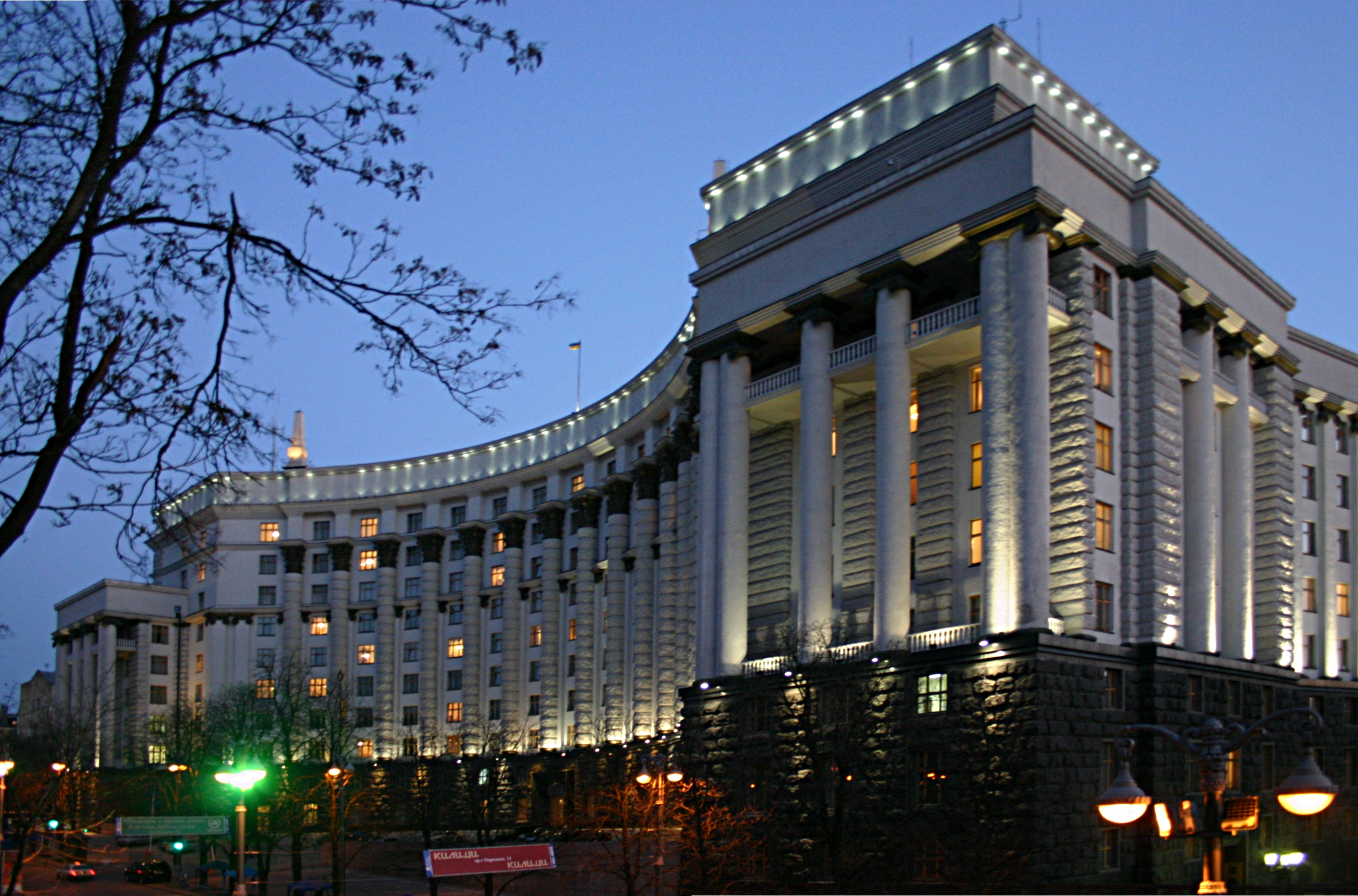
Здание Совнаркома УССР в Киеве

- Особняк В. И. Рекк (1900, Москва, Скатертный переулок, 20), перестроен[сн 1];
- Служебные постройки во владении Московского Торгового Строительного Акционерного Общества (1901, Москва, Пречистенский переулок), не осуществлён;
- Мебель и отделка интерьеров выставки «Архитектура и художественная промышленность нового стиля» (1902, Москва, Столешников переулок, 13), не сохранились;
- Конкурсный проект дома-особняка князя П. П. Волконского, 1-я премия (1903, Москва), не осуществлён;
- Проект дома-особняка художника К. Коровина (1903, Крым), не осуществлён;
- Эскизы фасадов настоятельного корпуса трапезной и келий Ферапонтова монастыря (1904, Вологодская область), не осуществлён;
- Эскиз деревянной дачи в стиле Empire (1904);
- Конкурсный проект больницы имени Петра I (1906, Санкт-Петербург);
- Проект дома-особняка Общества художников (1906), не осуществлён;
- Конкурсный проект памятника А. Г. Каменскому, 2-я премия (1907, Пермь);
- Конкурсный проект памятника жертвам погрома 1905 года, 1-я премия (1907, Одесса);
- Внутренняя отделка квартиры Поммер (1907—1908, Санкт-Петербург);
- Проект реконструкции Николаевского вокзала (1907—1910, Санкт-Петербург), не осуществлён;
- Конкурсный проект здания соборной мечети (1908, Санкт-Петербург), не осуществлён;
- Проект загородного дома (1908, Подольская губерния);
- Памятник Петру I (1908, Санкт-Петербург);
- Пристройка галереи и реконструкция интерьеров дома княгини М. А. Шаховской (1909—1910, Санкт-Петербург, набережная реки Фонтанки, 27);
- Проект переустройства Исаакиевского собора (1910, Санкт-Петербург);
- Конкурсный проект здания музея 1812 года, 3-я премия (1910, Москва);
- Проект здания губернской земской управы (1910, Минск);
- Перестройка загородного дома князя А. В. Оболенского на озере Сайма (1910—1912, Финляндия);
- Конкурсный проект Бородинского моста, совместно с инженером Г. П. Передрием, 2-я премия (1911, Москва), не осуществлён;
- Конкурсный проект грязелечебницы (1911, Ессентуки);
- Конкурсный проект грязелечебницы, 2-я премия (1911, Железноводск);
- Проект виллы В. Н. Калиновского (1911, Крым);
- Конкурсный проект доходного дома 2-го Российского страхового общества, 2-я премия (1911, Санкт-Петербург);
- Доходный дом (?) (1911—1912, Санкт-Петербург, переулок Каховского, 10);
- Памятник воинам, павшим под Витебском в 1812 году, 1-я премия (1911—1912);
- Дача А. А. Половцова (1911—1913, набережная Средней Невки, 6);
- Усадебный дом Е. В. Ксидо в Хмельнике (1911—1915, Подольская губерния);
- Конкурсный проект Контрактового дома (1912, Киев);
- Проект памятника воинам, павшим под Борисовым в 1812 году (1912);
- Проект памятника воинам, павшим под Волковыском в 1812 году (1912);
- Конкурсный проект здания Николаевского вокзала (1912, Санкт-Петербург);
- Церковь в имении Е. Э. Картавцева «Мариоки» (1912, Мариоки, Финляндия)[16];
- Проект звонницы Всех Скорбящих Радости (1912, Мариоки, Финляндия);
- Доходный дом товарищества «Новый Петербург» (1912, Санкт-Петербург, Железноводская улица / переулок Каховского, 2);
- Памятник на могиле Л. М. Мациевича (1912, Санкт-Петербург, Никольское кладбище Александро-Невской лавры);
- Памятный знак на месте гибели Л. М. Мациевича (1912, Санкт-Петербург, Комендантский аэродром);
- Интерьеры дома В. А. Ратькова-Рожнова (1912, Санкт-Петербург, Дворцовая набережная, 8);
- Дом в имении князя А. Г. Гагарина «Холомки» (1912—1913, 17 км к юго-западу от Порхова, Псковская область);
- Интерьеры особняка Я. В. Ратькова-Рожнова (1912—1913, Санкт-Петербург, набережная реки Мойки, 86);
- Интерьеры дома Л. В. Голубева (1912—1913, Санкт-Петербург, Большой проспект Васильевского острова, 8);
- Внутренняя отделка Пушкинского лицея при музее (1912—1914, Пушкин);
- Внутренняя отделка дома графини Орловой (1912—1914, Санкт-Петербург);
- Внутренняя отделка дома Р. А. Голенищева-Кутузова (1912—1914, Санут-Петербург);
- Усадьба княгини М. Г. Щербатовой (1912—1914, Немиров, Украина);
- Доходный дом Л. К. Соловьёвой (1912—1914, Великий Новгород);
- Проект Крестьянского поземельного банка (1912—1914, Симферополь);
- Проект церкви и надгробной часовни для Клейнмихеля (1912—1914);
- Реконструкция доходного дома (1912—1914, Санкт-Петербург, Остров Декабристов);
- Проект дома в усадьбе Н. В. Спиридонова (Лейстиля, Финляндия);
- Проект застройки Тучкова буяна (1913, Санкт-Петербург, Петроградский остров);
- Интерьеры особняка Д. Б. Нейдгарта (1913, Санкт-Петербург, Захарьевская улица, 31);
- Интерьеры особняка А. П. Шувалова (1913—1914, Санкт-Петербург, Моховая улица, 10);
- Особняк князя С. С. Абамелек-Лазарева (1913—1914, Санкт-Петербург, набережная реки Мойки, 23);
- Фонарики-обелиски на мосту Ломоносова (1913—1915, Санкт-Петербург);
- Портал парадного входа (1914, Санкт-Петербург, Большая Морская улица, 16);
- Проект церкви (1914, Борисов);
- Конкурсный проект здания приюта для вдов памяти Оболенских (1914, Санкт-Петербург, Сосновка);
- Конкурсный проект здания Государственного банка для отделения вкладов хранения и отдела зернохранилищ (1914, Санкт-Петербург);
- Проект виллы Мциховского (1915, Ласпи, Крым);
- Конкурсный проект здания Общества взаимного кредита печатного дела, 2-я премия (1915, Санкт-Петербург);
- Конкурсный проект здания Сельскохозяйственного музея, 1-я премия (1915, Санкт-Петербург);
- Проект виллы Ф. И. Шаляпина (1915, Крым);
- Вилла «Араминда» (1915, Алупка, Крым);
- Проект церкви-мавзолея (1915, Борисов);
- Внутренняя отделка дома Животовского (1916, Санкт-Петербург, Каменноостровский проспект);
- Проект курорта (1916, Ласпи, Крым)[17];
- Проект гостиницы на Крестовой горе (1916, Кисловодск);
- Конкурсный проект доходного дома Акционерного общества «Техногор» (1916, Санкт-Петербург);
- Сергеево-Каменка. Элементы разбивки города-сада (1916, Санкт-Петербург);
- Конкурсный проект Дворца рабочих на Петергофском шоссе. Зрительный зал (1919, Петроград);
- Открытый театр на Каменном острове. План (1920, Петроград);
- Конкурсный проект памятника Я. М. Свердлову (1924, Москва);
- Конкурсный проект рабочего посёлка в Володарском районе. Перспектива (1925, Ленинград; 1-я премия)
- Конкурсный проект рабочего посёлка в Путиловском районе. Перспектива 1925, Ленинград; 2-я премия)
- Дом «Динамо» (1928);
- Новый корпус здания Моссовета (1928, соавтор Г. К. Олтаржевский);
- Поликлиника Наркомата путей сообщения СССР (1933, Москва)
- Проект станции метро «Красные Ворота» (1933, Москва, в соавторстве с Н. Н. Андриканис)
- Гостиница «Интурист» (1932—1937, Ленинград, в соавторстве с Е. А. Левинсоном)[18]
- Проект станции метро «Площадь Свердлова», ныне «Театральная» (1935, Москва) — строительство велось под руководством Л. М. Полякова
- Дом Совета Министров УССР (1935, Киев, в соавторстве с П. В. Абросимовым).

## Адреса в Санкт-Петербурге — Петрограде — Ленинграде
- 1911—1932 — Кадетская линия Васильевского острова, 29[19].

## Память

Могила Фомина на Новодевичьем кладбище Москвы (архитектор — М. А. Минкус)

- В Санкт-Петербурге именем архитектора названы улица и сад; В 1963 году на стене дома, где он жил и работал (Кадетская линия, 29), установлена мемориальная доска из мрамора (архитектор В. С. Васильковский)[19].
- В Орле, на родине И. Фомина, его именем названы улица и сквер.
- В январе-феврале 2012 года в Петропавловской крепости Санкт-Петербурга прошла памятная выставка, посвященная петербургскому периоду творчества архитектора[3].

### Сноски
1. ↑  Здесь и далее проекты и постройки даны в хронологическом порядке по М. В. Нащокиной, с необходимыми дополнениями и уточнениями[15].

### Архивные источники
- Личное дело, заведенное в ИАХ //   РГИА. Ф. 789. Оп. 12. 1894 г. Д. И-20.